# Cyberpunk 2020
Cyberpunk 2020 är ett amerikanskt cyberpunk-rollspel skrivet Mike Pondsmith och publiceras av R. Talsorian Games.
Spelet utspelar sig i en mörk framtid där stora företag, så kallade megaföretag, kontrollerar det mesta. Äventyren går ofta ut på att rollpersonerna kämpar mot dessa företag och till sin hjälp har de cybernetiskt förbättrade kroppsdelar och stora vapen.
Första versionen av rollspelet gavs ut på 1980-talet, version 2.0.2.0 kom 1990. I slutet av 2005 kom ytterligare en version, Cyberpunk V.3 (även kallad Cyberpunk 203X). I version tre har mycket förändrats jämfört med tidigare versioner, nya teknologier samt en ny tidslinje har introducerats. Den kanske största skillnaden ligger i designen. Denna utgåva har fått ett kyligt mottagande av många Cyberpunk 2020-spelare. Märkbart är att alla illustrationer är foton av dockor.